# Liste der Wappen in der Provinz Mantua
Die Liste der Wappen in der Provinz Mantua beinhaltet alle in der Wikipedia gelisteten Wappen der Orte in der Provinz Mantua in der Region Lombardei in Italien. In dieser Liste werden die Wappen mit dem Gemeindelink angezeigt. 

## Wappen der Provinz Mantua

Provinz Mantua
Lage der Provinz in Italien

## Wappen der Gemeinden der Provinz Mantua

Acquanegra sul Chiese
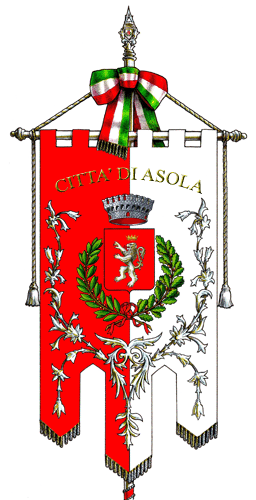
Asola
Bagnolo San Vito
Borgofranco sul Po
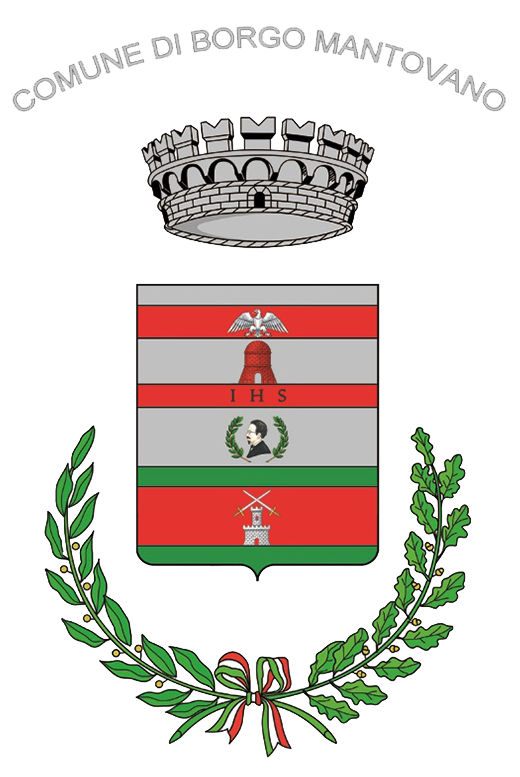
Borgo Mantovano
Borgo Virgilio
Bozzolo
Canneto sull’Oglio
Carbonara di Po
Casalmoro
Casaloldo
Casalromano
Castel d’Ario
Castel Goffredo
Castelbelforte
Castellucchio
Castiglione delle Stiviere
Cavriana
Ceresara
Commessaggio
Curtatone
Dosolo
Gazoldo degli Ippoliti
Gazzuolo
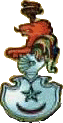
Goito
Gonzaga
Guidizzolo
Magnacavallo
Mantua
Marcaria
Mariana Mantovana
Marmirolo
Medole
Moglia
Monzambano
Motteggiana
Ostiglia
Pegognaga
Piubega
Poggio Rusco
Pomponesco
Ponti sul Mincio
Porto Mantovano
Quingentole
Quistello
Redondesco
Rivarolo Mantovano
Rodigo
Roncoferraro
Roverbella
Sabbioneta
San Benedetto Po
San Giacomo delle Segnate
San Giorgio Bigarello
San Giovanni del Dosso
San Martino dall’Argine
Sermide e Felonica
Serravalle a Po
Solferino
Sustinente
Suzzara
Viadana
Villimpenta
Volta Mantovana

## Wappen ehemaliger Gemeinden

Bigarello
Borgoforte
Felonica
Pieve di Coriano
Revere
San Giorgio di Mantova
Sermide
Villa Poma
Virgilio